# Bejan-Târnăvița, Hunedoara
Bejan-Târnăvița este un sat în comuna Șoimuș din județul Hunedoara, Transilvania, România.